# Ainhoa Hernández Serrador
Ainhoa Hernández Serrador (geboren am 27. April 1994 in Baracaldo) ist eine spanische Handballspielerin. Sie wird auf der Position am Kreis eingesetzt.

## Vereinskarriere
Die 1,80 Meter große Spielerin, die auf der Position Kreisläufer eingesetzt wird, spielte bis 2021 bei BM Zuazo. Zu Beginn der Spielzeit 2021/2022 wechselte sie nach Rumänien zu Rapid Bukarest. Mit Rapid gewann sie 2022 die rumänische Meisterschaft. Im Sommer 2025 wird sie zum Ligakonkurrenten SCM Craiova wechseln.
Sie spielte mit dem Team aus Baracaldo auch in europäischen Vereinswettbewerben, so im EHF Challenge Cup.

## Auswahlmannschaften
Hernández bestritt 117 Länderspiele für die spanische Nationalmannschaft. Sie gewann die Goldmedaille bei den Mittelmeerspielen 2018, die Silbermedaille bei der Weltmeisterschaft 2019 und spielte bei Olympia 2016 und Olympia 2021. Bei der Weltmeisterschaft 2021 in Spanien stand sie mit im Aufgebot.

## Erfolge
- Goldmedaille bei den Mittelmeerspielen 2018 mit Spanien[5]
- Silbermedaille bei der Weltmeisterschaft 2019 mit Spanien